# شلیک برای کشتن
شلیک برای کشتن (همچنین با عنوان تعقیب مرگبار نیز شناخته می‌شود) یک فیلم اکشن پلیسی آمریکایی محصول سال ۱۹۸۸ به کارگردانی راجر اسپاتیس‌وود با بازی سیدنی پوآتیه (در اولین نقش خود پس از ده سال)، تام برنگر، کلنسی براون، اندرو رابینسون و کرستی الی است.

## داستان
وقتی، صاحب یک جواهر فروشی، هنگام سرقت الماس‌های مغازه خودش دستگیر می‌شود، نزد پلیس اعتراف می‌کند که مردی مسلح به نام «استیو»، همسرش را گروگان گرفته‌است.

## فروش فیلم
این فیلم در گیشه موفق بود.

## پاسخ انتقادی
در راتن تومیتوز این فیلم دارای امتیاز ۱۰۰٪ بر اساس بررسی‌های ۱۴ منتقد است.